# Bureau International des Expositions
Het Bureau International des Expositions, afgekort tot BIE, is het Internationale Bureau voor het beoordelen van Tentoonstellingen (Expo’s). (International Exhibitions Bureau). In 1928 werd het tijdens een internationale vergadering op 22 november opgericht. Het doel was een organisatie in het leven te roepen die toezicht kon houden op de inhoud, lees kwaliteit, en frequentie van de tentoonstellingen (en met name van de wereldtentoonstellingen).

## Geschiedenis
Voor de oprichting van het BIE was er een veelheid aan tentoonstellingen georganiseerd onder de naam wereldtentoonstelling, soms zelfs meerdere in hetzelfde jaar. In de jaren 60 van de negentiende eeuw werden er al meer dan tien georganiseerd en het laatste decennium van de negentiende eeuw was goed voor meer dan 35. De eerste twee decennia van de twintigste eeuw kenden ieder ongeveer dertig "wereldtentoonstellingen". Deze hoge frequentie had tot gevolg dat er zelfs meerdere tegelijk plaatshadden. In 1907 kwam vanuit Frankrijk de roep om deze "tentoonstellingsgekte" te beteugelen waarop uiteindelijk de Duitse regering in oktober 1912 een conferentie in Berlijn organiseerde om tot reglementering van de wereldtentoonstellingen te komen. Zestien landen, waaronder België en Nederland, tekenden het verdrag op 26 oktober 1912 maar de Eerste Wereldoorlog verstoorde het ratificatieproces en dit verdrag trad nooit in werking. In 1920 werd een nieuwe aanzet gegeven om tot reglementering te komen, waarna uiteindelijk in november 1928 een conferentie, nu in Parijs, werd georganiseerd. Het BIE-verdrag werd op 22 november 1928 door 31 staten ondertekend en vervolgens ter ratificering voorgelegd. Het BIE-verdrag werd op 17 januari 1931 van kracht en bij het begin van de Tweede Wereldoorlog waren 23 landen, waaronder 20 van de 31 oprichters, partij bij het verdrag. Het BIE heeft 21 tentoonstellingen uit de periode 1851 - 1931 alsnog als algemene/universele tentoonstelling gekwalificeerd, de rest is niet erkend. De wereldtentoonstelling van 1933 in Chicago was al in opbouw toen het verdrag in werking trad en werd eveneens erkend. Het BIE hanteerde naast de universele tentoonstelling ook de categorie gespecialiseerde tentoonstelling, wel een wereldtentoonstelling (expo) maar voor slechts één thema. In 1960 zijn de tuinbouwtentoonstellingen als categorie toegevoegd.

## Tentoonstellingen

### Eerste periode (1931 - 1972)
Het BIE-verdrag uit 1928 trad op 17 januari 1931 in werking en kende de volgende categorieën en bepalingen voor het organiseren van een wereldtentoonstelling:
- Universele tentoonstelling, onderverdeeld in:
  - Algemene tentoonstelling van de eerste categorie: 
    - maximale duur van twaalf maanden
    - iedere zes jaar
    - deelnemers mogen hun eigen paviljoen bouwen.

  - Algemene tentoonstelling van de tweede categorie:
    - maximale duur van twaalf maanden
    - iedere vier jaar
    - de paviljoens worden gebouwd door de organisator.
- Gespecialiseerde tentoonstelling
  - maximale duur van zes maanden
  - geen beperking in de frequentie
  - de paviljoens worden gebouwd door de organisator.

Er bestonden geen beperkingen met betrekking tot de oppervlakte van het terrein.
De eerste gespecialiseerde expo was de luchtvaarttentoonstelling in 1936. De interval bleek moeilijk hanteerbaar, vanaf 1928 tot de Tweede Wereldoorlog zijn vijf universele tentoonstellingen georganiseerd. De eerste twee, Spanje 1929 en Chicago 1933, waren al georganiseerd voor het verdrag in werking trad. De derde, Brussel 1935, viel wel onder het verdrag en was de eerste van de eerste categorie. De twee volgende, Parijs 1937 en New York 1939, werden als tweede categorie geclassificeerd, maar de interval was duidelijk minder dan vier jaar. De geplande Expo van de eerste categorie, de E 42 in Rome 1942, ging niet door maar de interval was hier meer dan zes jaar. Na de Tweede Wereldoorlog werden Port au Prince 1949 en Seattle 1962 ingedeeld in de tweede categorie. Brussel 1958, Montreal 1967 en Osaka 1970 vielen in de eerste categorie. Gerekend vanaf 1928 zijn Brussel-58 en Osaka de enige die in het te verwachten jaar, vijf resp. zeven periodes van zes jaar, zijn gehouden. Rome en Montreal knoopten, net als later Sevilla, aan bij een historische gebeurtenis en niet aan de zesjaars cyclus.

### Overgangstijd (1972 - 1996)
In 1972 werd het verdrag gewijzigd met als belangrijkste punt het opheffen van de onderverdeling binnen de Universele tentoonstellingen. De ratificatie duurde tot 1980 en de volgende universele tentoonstelling na 1972, Sevilla 1992 werd pas in 1983 toegewezen. Met ingang van 9 juni 1980 waren de volgende bepalingen van kracht:
- Universele tentoonstelling (formeel: Internationale wereldtentoonstelling)
  - iedere tien jaar, de interval kan met twee derde meerderheid worden teruggebracht tot zeven jaar
  - maximale duur van zes maanden
  - paviljoens worden door de deelnemers gebouwd
  - geen beperkingen aan de oppervlakte van het terrein.
- Gespecialiseerde tentoonstelling (formeel: Internationale gespecialiseerde tentoonstelling)
  - iedere twee jaar, de BIE kan hier met twee derde meerderheid van afwijken
  - maximale duur van zes maanden
  - paviljoens worden door de organisatie gebouwd.
  - geen beperkingen aan de oppervlakte van het terrein.

Alleen de Expo van Sevilla is onder deze bepalingen toegewezen. De bepalingen hielden echter slechts kort stand want al in 1982 werden al amendementen voorgesteld en op 31 mei 1988 werd een nieuwe verdragstekst ter ratificering voorgelegd.
De toewijzing van Hannover 2000 vond plaats op 14 juni 1990 waarbij geanticipeerd werd op de nieuwe verdragstekst. In de nieuwe bepalingen werd vastgelegd dat met ingang van 1 januari 1995 een frequentie van vijf jaar werd aangehouden. De EXPO 95 zou gezamenlijk worden gehouden in Boedapest en Wenen en de volgende EXPO zou onder de nieuwe bepalingen in 2000 moeten plaatsvinden.

### Huidige periode (1996 - heden)
De nieuwe bepalingen werden op 19 juli 1996 van kracht en in 1997 trad een groot aantal nieuwe lidstaten toe. De Verenigde Staten stopten echter vanaf 1999 hun contributie en verlieten het BIE in 2001. Het Bureau International des Expositions kent thans vier verschillende tentoonstellingen, dit zijn:
- Universele tentoonstelling (Frans: Expo Universelle, Engels: World Expo), art. 3 BIE (formeel : Geregistreerde tentoonstelling)
  - Elke vijf jaar
  - Voor zes maanden
  - Het land kiest zijn eigen locatie en bepaalt hoe groot het wordt
  - Algemeen thema
- Gespecialiseerde tentoonstelling (Frans: Expo internationale, Engels: International Expo), art. 4 sub A. BIE (formeel: Erkende tentoonstelling)
  - Tussen twee universele tentoonstellingen in
  - Voor drie maanden
  - Locatie: hoogstens 25 ha groot
  - Er is één thema
- Tuinbouwtentoonstelling (Frans: Expo Horticole, Engels: Horticultural Exhibition), art. 4 sub B. lid 2 BIE 
  - Tussen twee universele tentoonstellingen in
  - Op voorspraak van de Association Internationale des Producteurs d’Horticulture (AIPH)
- Interieur- en Architectuurtentoonstelling (Frans: Triennale de Milan, Engels: Milan Triennial), art. 4 sub B. lid 1 BIE
  - In beginsel om de drie jaar te Milaan

## Organisatie
Het Secretariaat van het BIE is gevestigd in Parijs met aan het hoofd een secretaris-generaal. Het Franse Ministerie van Buitenlandse Zaken fungeert als depositaris en verzorgt de formaliteiten bij de Verenigde Naties. Er zijn 173 landen lid van het BIE.

### Lidstaten van het Bureau International des Expositions
De oprichters, lid 1 t/m 31 (donkere achtergrond), ondertekenden het verdrag op 22 november 1928. De kolom toetreding geeft, met uitzondering van de eerste elf toetreders, aan op welke datum het verdrag voor het betreffende land van kracht geworden is.  
| Nummer | Land                           | Toetreding        | Opmerkingen                                                                         |
| ------ | ------------------------------ | ----------------- | ----------------------------------------------------------------------------------- |
| 1      | Albanië                        | 17 januari 1931   | Opgeschort van 13 juni 1949 tot 1 juli 2008                                         |
| 2      | Frankrijk                      | 17 januari 1931   |                                                                                     |
| 3      | Italië                         | 17 januari 1931   |                                                                                     |
| 4      | Marokko                        | 17 januari 1931   |                                                                                     |
| 5      | Roemenië                       | 17 januari 1931   |                                                                                     |
| 6      | Spanje                         | 17 januari 1931   | Opgeschort van 17 maart 1941 tot 3 december 1971                                    |
| 7      | Tunesië                        | 17 januari 1931   |                                                                                     |
| 8      | Verenigd Koninkrijk            | 17 januari 1931   | Opgeschort van 16 juni 1944 tot 2 september 1949                                    |
| 9      | Duitsland                      | 17 januari 1931   | Opgeschort van 8 mei 1945 tot 1 april 1956                                          |
| 10     | Zweden                         | 17 januari 1931   |                                                                                     |
| 11     | Zwitserland                    | 17 januari 1931   |                                                                                     |
| 12     | België                         | 15 april 1931     |                                                                                     |
| 13     | Portugal                       | 11 januari 1932   |                                                                                     |
| 14     | Denemarken                     | 26 maart 1932     |                                                                                     |
| 15     | Polen                          | 18 juli 1932      | Opgeschort van 24 november 1950 tot 1 april 1960                                    |
| 16     | Nederland                      | 24 december 1932  | Opgeschort van 26 oktober 1944 tot 6 januari 1951                                   |
| 17     | Griekenland                    | 21 januari 1933   |                                                                                     |
| 18     | Canada                         | 22 mei 1934       | Opgeschort van 1 augustus 1944 tot 21 december 1957, opgeschort van 16 oktober 2012 |
| 19     | Australië                      | 30 januari 1935   | Opgeschort van 18 augustus 1944 tot 27 september 1973, opgeschort van 2015          |
| 20     | Sovjet-Unie                    | 12 november 1935  | Opgeschort van 25 november 1947 tot 8 juli 1959                                     |
| 21     | Oostenrijk                     | 15 december 1947  |                                                                                     |
| 22     | Haïti                          | 17 juni 1949      |                                                                                     |
| 23     | Hongarije                      | 1 april 1960      |                                                                                     |
| 24     | Japan                          | 8 januari 1965    |                                                                                     |
| 25     | Brazilië                       | 5 november 1970   | Opgeschort van 24 juli 1980 tot 17 mei 1999                                         |
| 26     | Cuba                           | 17 november 1982  |                                                                                     |
| 27     | Peru                           | 7 december 1982   |                                                                                     |
| 28     | Colombia                       | 6 juni 1997       |                                                                                     |
| 29     | Guatemala                      | 18 oktober 2007   |                                                                                     |
| 30     | Dominicaanse Republiek         | 22 november 2007  |                                                                                     |
| 31     | Joegoslavië                    |                   |                                                                                     |
| 32     | Tsjecho-Slowakije              | 9 januari 1932    | Opgeschort van 29 december 1949 tot 1 april 1960                                    |
| 33     | Noorwegen                      | 24 december 1936  |                                                                                     |
| 34     | Finland                        | 3 juli 1937       |                                                                                     |
| 35     | Libanon                        | 15 september 1947 |                                                                                     |
| 36     | Nieuw-Zeeland                  | 11 juli 1950      | Opgeschort van 1 oktober 1976 tot 9 april 2013                                      |
| 37     | Israël                         | 31 mei 1952       | Opgeschort van 18 februari 1988 tot 10 juni 1997                                    |
| 38     | Monaco                         | 29 april 1958     |                                                                                     |
| 39     | Wit-Rusland                    | 30 maart 1960     |                                                                                     |
| 40     | Oekraïne                       | 30 maart 1960     |                                                                                     |
| 41     | Bulgarije                      | 31 maart 1960     |                                                                                     |
| 42     | Nigeria                        | 12 januari 1963   |                                                                                     |
| 43     | Tanzania                       | 26 maart 1963     | Opgeschort van 19 augustus 1977 tot 3 juni 1997                                     |
| 44     | Verenigde Staten               | 24 mei 1968       | Opgeschort van 21 juni 2001 tot 10 mei 2017                                         |
| 45     | Duitse Democratische Republiek | 15 februari 1974  |                                                                                     |
| 46     | Costa Rica                     | 23 november 1982  |                                                                                     |
| 47     | Venezuela                      | 23 november 1982  |                                                                                     |
| 48     | Argentinië                     | 7 december 1982   |                                                                                     |
| 49     | Mexico                         | 7 december 1982   | Opgeschort van 17 juni 1994 tot 7 april 1997                                        |
| 50     | Nicaragua                      | 7 december 1982   |                                                                                     |
| 51     | El Salvador                    | 7 december 1982   | Opgeschort van 5 oktober 1987 tot 20 mei 1997                                       |
| 52     | Uruguay                        | 10 juni 1983      |                                                                                     |
| 53     | Zuid-Korea                     | 15 mei 1987       |                                                                                     |
| 54     | Thailand                       | 24 maart 1993     |                                                                                     |
| 55     | China                          | 3 mei 1993        |                                                                                     |
| 56     | Slowakije                      | 25 juni 1993      |                                                                                     |
| 57     | Filipijnen                     | 12 augustus 1993  |                                                                                     |
| 58     | Zuid-Afrika                    | 1 september 1993  |                                                                                     |
| 59     | Maleisië                       | 18 april 1995     |                                                                                     |
| 60     | Tsjechië                       | 19 juni 1995      |                                                                                     |
| 61     | Oman                           | 4 februari 1997   |                                                                                     |
| 62     | Cambodja                       | 9 april 1997      |                                                                                     |
| 63     | Qatar                          | 9 april 1997      |                                                                                     |
| 64     | Saint Vincent en de Grenadines | 25 april 1997     |                                                                                     |
| 65     | Laos                           | 9 mei 1997        |                                                                                     |
| 66     | Belize                         | 12 mei 1997       |                                                                                     |
| 67     | Saint Kitts en Nevis           | 13 mei 1997       |                                                                                     |
| 68     | Saint Lucia                    | 13 mei 1997       |                                                                                     |
| 69     | Antigua en Barbuda             | 15 mei 1997       |                                                                                     |
| 70     | Suriname                       | 16 mei 1997       |                                                                                     |
| 71     | Bahama's                       | 21 mei 1997       |                                                                                     |
| 72     | Barbados                       | 26 mei 1997       |                                                                                     |
| 73     | Guyana                         | 26 mei 1997       |                                                                                     |
| 74     | Algerije                       | 2 juni 1997       |                                                                                     |
| 75     | Oezbekistan                    | 2 juni 1997       |                                                                                     |
| 76     | Mongolië                       | 3 juni 1997       |                                                                                     |
| 77     | Palau                          | 3 juni 1997       |                                                                                     |
| 78     | Kazachstan                     | 4 juni 1997       |                                                                                     |
| 79     | Kirgizië                       | 4 juni 1997       |                                                                                     |
| 80     | Madagaskar                     | 4 juni 1997       |                                                                                     |
| 81     | Namibië                        | 4 juni 1997       |                                                                                     |
| 82     | Dominica                       | 5 juni 1997       |                                                                                     |
| 83     | Grenada                        | 5 juni 1997       |                                                                                     |
| 84     | Indonesië                      | 5 juni 1997       |                                                                                     |
| 85     | Nauru                          | 5 juni 1997       |                                                                                     |
| 86     | Seychellen                     | 5 juni 1997       |                                                                                     |
| 87     | Jemen                          | 5 juni 1997       |                                                                                     |
| 88     | Bangladesh                     | 6 juni 1997       |                                                                                     |
| 89     | Verenigde Arabische Emiraten   | 6 juni 1997       |                                                                                     |
| 90     | Trinidad en Tobago             | 6 juni 1997       |                                                                                     |
| 91     | Togo                           | 10 juni 1997      |                                                                                     |
| 92     | Oeganda                        | 11 juni 1997      |                                                                                     |
| 93     | IJsland                        | 22 januari 1999   |                                                                                     |
| 94     | Cyprus                         | 4 november 1999   |                                                                                     |
| 95     | Malta                          | 15 maart 2000     |                                                                                     |
| 96     | Mauritanië                     | 24 april 2002     |                                                                                     |
| 97     | Iran                           | 14 november 2002  |                                                                                     |
| 98     | Kroatië                        | 14 maart 2003     |                                                                                     |
| 99     | Vietnam                        | 11 april 2003     |                                                                                     |
| 100    | Turkije                        | 5 april 2004      |                                                                                     |
| 101    | San Marino                     | 5 oktober 2004    |                                                                                     |
| 102    | Slovenië                       | 2 november 2004   |                                                                                     |
| 103    | Senegal                        | 22 november 2004  |                                                                                     |
| 104    | Andorra                        | 3 december 2004   |                                                                                     |
| 105    | Jordanië                       | 10 december 2004  |                                                                                     |
| 106    | Equatoriaal-Guinea             | 17 december 2004  |                                                                                     |
| 107    | Ecuador                        | 18 mei 2007       |                                                                                     |
| 108    | Pakistan                       | 4 juni 2007       |                                                                                     |
| 109    | Syrië                          | 16 juli 2007      |                                                                                     |
| 110    | Koeweit                        | 22 augustus 2007  |                                                                                     |
| 111    | Marshalleilanden               | 12 september 2007 |                                                                                     |
| 112    | Tuvalu                         | 12 september 2007 |                                                                                     |
| 113    | Gabon                          | 17 september 2007 |                                                                                     |
| 116    | Kiribati                       | 18 september 2007 |                                                                                     |
| 117    | Congo-Brazzaville              | 28 september 2007 |                                                                                     |
| 118    | Niger                          | 5 oktober 2007    |                                                                                     |
| 119    | Djibouti                       | 11 oktober 2007   |                                                                                     |
| 120    | Comoren                        | 12 oktober 2007   |                                                                                     |
| 121    | Swaziland                      | 4 november 2007   |                                                                                     |
| 122    | Guinee                         | 5 november 2007   |                                                                                     |
| 123    | Saoedi-Arabië                  | 5 november 2007   |                                                                                     |
| 124    | Samoa                          | 6 november 2007   |                                                                                     |
| 125    | Fiji                           | 8 november 2007   |                                                                                     |
| 126    | Salomonseilanden               | 8 november 2007   |                                                                                     |
| 127    | Malediven                      | 9 november 2007   |                                                                                     |
| 128    | Bahrein                        | 9 november 2007   |                                                                                     |
| 129    | Honduras                       | 9 november 2007   |                                                                                     |
| 130    | Mali                           | 13 november 2007  |                                                                                     |
| 131    | Sri Lanka                      | 13 november 2007  |                                                                                     |
| 132    | Ghana                          | 14 november 2007  |                                                                                     |
| 133    | Paraguay                       | 14 november 2007  |                                                                                     |
| 134    | Guinee-Bissau                  | 15 november 2007  |                                                                                     |
| 135    | Ivoorkust                      | 16 november 2007  |                                                                                     |
| 136    | Panama                         | 16 november 2007  |                                                                                     |
| 137    | Vanuatu                        | 16 november 2007  |                                                                                     |
| 138    | Kenia                          | 19 november 2007  |                                                                                     |
| 139    | Nepal                          | 19 november 2007  |                                                                                     |
| 140    | Noord-Korea                    | 19 november 2007  |                                                                                     |
| 141    | Tadzjikistan                   | 19 november 2007  |                                                                                     |
| 142    | Oost-Timor                     | 19 november 2007  |                                                                                     |
| 143    | Tonga                          | 19 november 2007  |                                                                                     |
| 144    | Congo-Kinshasa                 | 22 november 2007  |                                                                                     |
| 145    | Egypte                         | 22 november 2007  |                                                                                     |
| 146    | Chili                          | 22 november 2007  |                                                                                     |
| 147    | Gambia                         | 22 november 2007  |                                                                                     |
| 148    | Liberia                        | 22 november 2007  |                                                                                     |
| 149    | Soedan                         | 3 maart 2008      |                                                                                     |
| 150    | Libië                          | 11 maart 2008     |                                                                                     |
| 151    | Eritrea                        | 12 maart 2008     |                                                                                     |
| 152    | Georgië                        | 18 maart 2008     |                                                                                     |
| 153    | Azerbeidzjan                   | 19 maart 2008     |                                                                                     |
| 154    | Rwanda                         | 20 maart 2008     |                                                                                     |
| 155    | Burundi                        | 21 maart 2008     |                                                                                     |
| 156    | Armenië                        | 25 maart 2008     |                                                                                     |
| 157    | Bosnië en Herzegovina          | 25 maart 2008     |                                                                                     |
| 158    | Burkina Faso                   | 25 maart 2008     |                                                                                     |
| 159    | Sierra Leone                   | 25 maart 2008     |                                                                                     |
| 160    | Centraal-Afrikaanse Republiek  | 26 maart 2008     |                                                                                     |
| 161    | Mauritius                      | 26 juni 2008      |                                                                                     |
| 162    | Litouwen                       | 2 februari 2009   |                                                                                     |
| 163    | Estland                        | 15 mei 2009       |                                                                                     |
| 164    | Servië                         | 8 januari 2010    |                                                                                     |
| 165    | Malawi                         | 5 oktober 2011    |                                                                                     |
| 166    | Lesotho                        | 26 oktober 2011   |                                                                                     |
| 167    | Angola                         | 25 november 2011  |                                                                                     |
| 168    | Afghanistan                    | 7 juni 2012       |                                                                                     |
| 169    | Montenegro                     | 16 juli 2012      |                                                                                     |
| 170    | Benin                          | 18 september 2012 |                                                                                     |
| 171    | Turkmenistan                   | 16 november 2012  |                                                                                     |
| 172    | Mozambique                     | 9 april 2013      |                                                                                     |
| 173    | Somalië                        | 9 april 2013      |                                                                                     |
| 174    | Tsjaad                         | 24 mei 2013       |                                                                                     |
| 175    | Zuid-Soedan                    | 28 mei 2013       |                                                                                     |
| 176    | Zambia                         | 7 april 2015      |                                                                                     |